# Callithomia zoelo
Callithomia zoelo är en fjärilsart som beskrevs av Bates 1862. Callithomia zoelo ingår i släktet Callithomia och familjen praktfjärilar. Inga underarter finns listade i Catalogue of Life.